# サンギエ県
サンギエ県(フランス語：Sanguié)はブルキナファソの中西部地方の県。
2006年の人口は約29.7万人。
県都はレオ。

## 行政区画

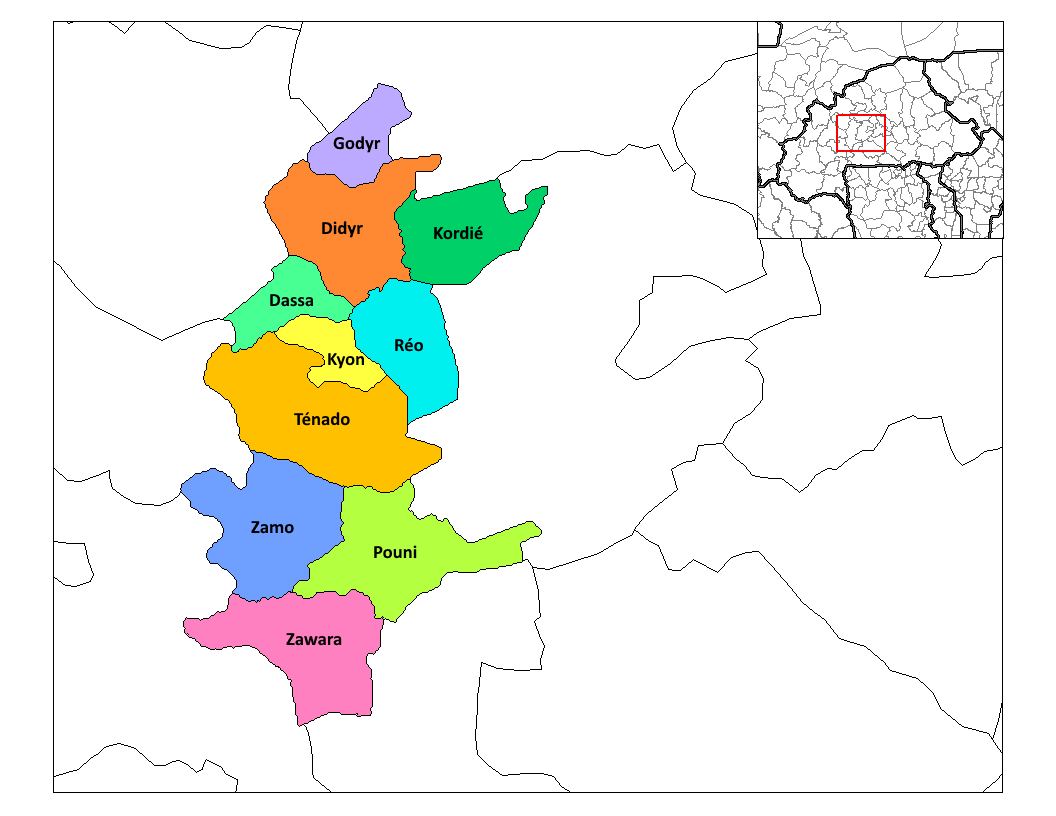
サンギエ県の郡

| 郡           | 郡都       | 2006年の人口 |
| ------------ | ---------- | ------------ |
| ダッサ郡     | ダッサ     | 14,782       |
| ディディル郡 | ディディル | 41,604       |
| ゴディル郡   | ゴディル   | 19,379       |
| コヨン郡     | コヨン     | 18,124       |
| コーダイ郡   | コーダイ   | 20,400       |
| プニ郡       | プニ       | 38,666       |
| レオ郡       | レオ       | 59, 799      |
| トナド郡     | トナド     | 46,203       |
| ザモ郡       | ザモ       | 16,242       |
| ザワラ郡     | ザワラ     | 21,869       |

## 地理
- 北：パッソレ県
- 東：ブルキアンデ県
- 南東：シッシリ県
- 南西：バレ県
- 西：ムフン県
- 北西：ナヤラ県

## 言語
公用語
- フランス語

地域言語
- リェレ語（英語版）

## 教育
2011年時点で、218の小学校と、27の中学校が有った。

## 医療
2011年時点で、34の診療所が有り、3人の医者と66人の看護師が居た。

## 交通
2014年6月時点で、首都ワガドゥグーとアビジャン(コートジボワールの事実上の首都)の間を週3回鉄道が運行していた。
この鉄道はサンギエ県を通過し、ザモに停車していた。

## 事件・事故
- 2022年 - ペルコアに存在する亜鉛鉱山が出水により水没。8人が死亡または行方不明[5]。